# Təngəaltı
Təngəaltı è un comune dell'Azerbaigian situato nel distretto di Quba. Conta una popolazione di 607 abitanti.